# Kōchi
Kōchi (高知市, Kōchi-shi) és la capital de la Prefectura de Kōchi, a l'illa de Shikoku, al Japó. Compta amb més del 40% de la població de la prefectura i n'és el principal centre comercial i industrial. A 1 de setembre de 2022, la ciutat té una població estimada de 320.513 persones en 164.650 llars, i una densitat de població de 1000 persones per km². L'àrea total de la ciutat és de 309 km². Un dels símbols de la ciutat és el seu plat més famós, el tataki de katsuo, elaborat amb un bonítol lleugerament marcat i condimentat.

## Història

### Període feudal
Com tota la prefectura de Kōchi, l'àrea de Nahari formava part de l'antiga província de Tosa. La plana fluvial que ara conté el centre de la ciutat es va establir originalment al voltant del castell de Kōchi, la seu del dàimio del domini de Tosa. El lloc del castell va ser escollit per Yamanouchi Kazutoyo el 1601 per substituir els assentaments anteriors del clan Chōsokabe que havia governat a la província. La ciutat pren el seu nom del castell. Com a centre d'administració de la província i de la prefectura que la va succeir, la ciutat va créixer ràpidament fins a convertir-se en la més gran de la regió.

### Període Meiji
Durant l'època de la Restauració Meiji, Kōchi es va fer famós com a centre d'ideologia proimperial, i més tard per incubar moviments democràtics i de drets humans. La ciutat va ser creada l'1 d'abril de 1889, amb l'establiment del sistema modern de municipis.
El servei de tramvia va començar a la ciutat el 2 de maig de 1904 i la ciutat es va connectar a la xarxa ferroviària nacional el 12 de novembre de 1951.

### Atac aeri de la Segona Guerra Mundial
Kōchi va ser seleccionada com a objectiu del XXI Bomber Command dels Estats Units a causa de l'estatus de la ciutat com a capital de la prefectura i per ser un centre industrial i comercial. El 3 de juliol de 1945, a les 6:22 pm (hora local) 129 avions es van enlairar per bombardejar Kōchi. Es van llançar 1060 tones de bombes incendiàries, que van destruir el 48% de les zones urbanitzades de la ciutat, van matar 401 civils i van deixar més de 40.000 persones sense llar.

### Era moderna
L'1 d'abril de 1998, la ciutat va ser designada com la primera ciutat nucli de Shikoku.
L'1 de gener de 2005, els pobles de Kagami i Tosayama, tots dos del districte de Tosa, es van fusionar amb Kōchi.
L'1 de gener de 2008, la ciutat de Haruno (del districte d'Agawa) també es va fusionar amb Kōchi.

## Geografia

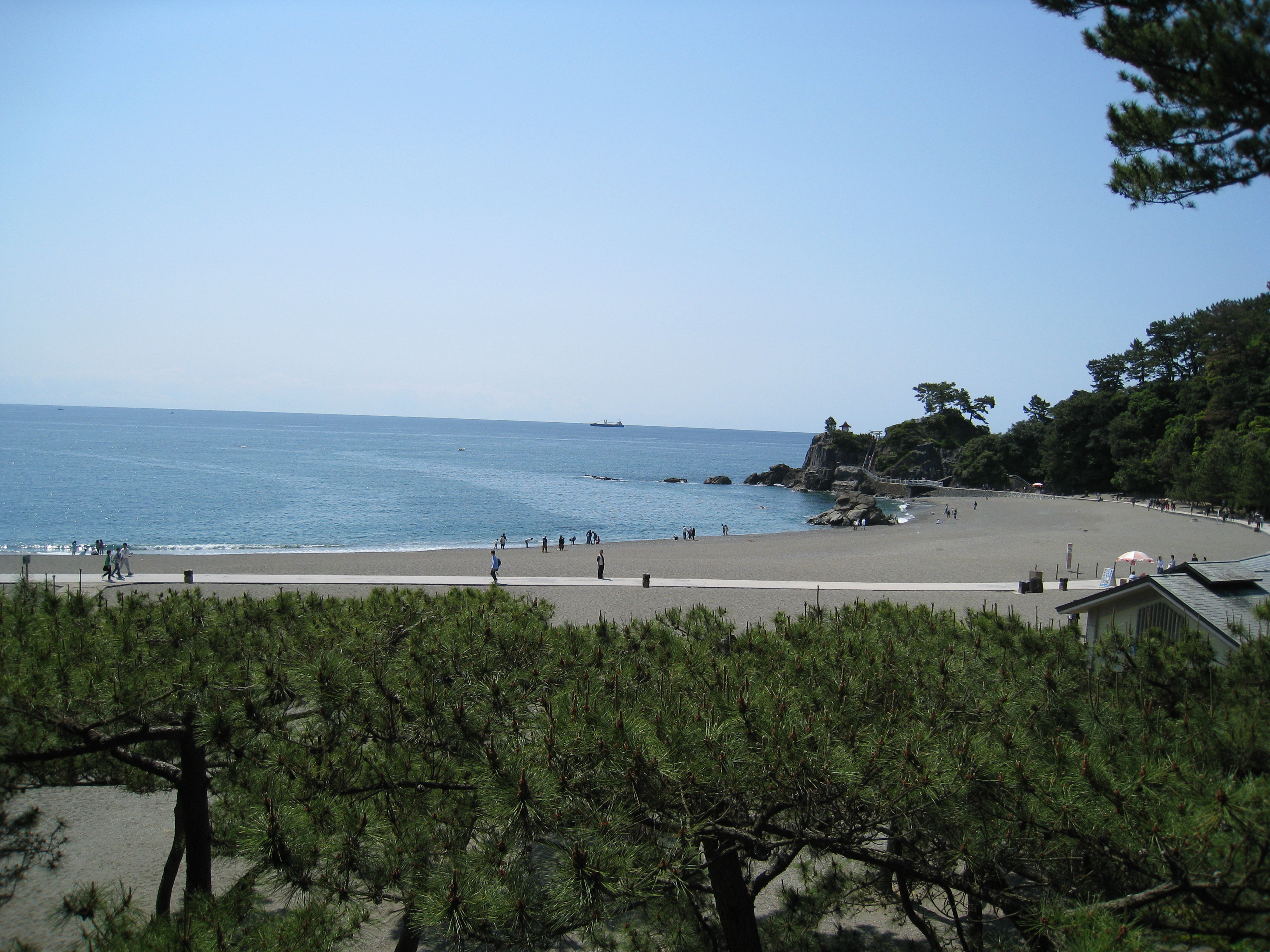
Katsura Hama

Kōchi es troba a la costa sud de la prefectura de Kōchi, encarada a l'oceà Pacífic al sud. L'àrea de la ciutat es pot dividir en tres seccions geogràfiques diferenciades. El centre urbà es troba a la capçalera de la badia d'Urado, en una estreta plana al·luvial travessada per diversos rius, en particular el riu Kagami i el riu Kokubu. La plana està limitada per muntanyes al nord i una serralada de turons al sud i a l'oest.
Les muntanyes del nord formen la part menys densament poblada de la ciutat, amb els únics assentaments al llarg d'estretes valls fluvials. El punt més alt de Kōchi és a 1.176m, a Kuishi-yama.
Al sud del centre de la ciutat, la badia d'Urado travessa els turons fins a la seva sortida a l'oceà Pacífic. El terreny que envolta la badia i una petita franja de costa formen la tercera part de la ciutat. Aquesta zona, encara que més muntanyosa i menys densa que la plana, és tanmateix un lloc important de residència i per a la indústria portuària.

### Municipis veïns
Prefectura de Kōchi
- Nankoku
- Tosa
- Ino

### Demografia
Segons les dades del cens japonès, la població de Kōchi va augmentar ràpidament durant les dècades de 1960 i 1970, i des de llavors s'ha estabilitzat.
| 1920   | 1930   | 1940   | 1950   | 1960   | 1970   | 1980   | 1990   | 2000   | 2010   |
| ------ | ------ | ------ | ------ | ------ | ------ | ------ | ------ | ------ | ------ |
| 133277 | 159010 | 163182 | 190452 | 221737 | 265571 | 318266 | 335287 | 348979 | 343416 |

### Clima
Kōchi té un clima subtropical humit (classificació climàtica de Köppen Cfa), i rep el doble de pluja que les altres ciutats principals de Shikoku, Matsuyama i Takamatsu. També és la més propensa als tifons de les principals ciutats del Japó a causa de la seva ubicació directament exposada a l'oceà Pacífic des del qual les tempestes entren al país, i ha rebut en dues ocasions més de 50 cm de pluja d'un tifó en un dia.
| Dades climàtiques a Kochi (1991–2020 normals, extremes 1886–present) | Dades climàtiques a Kochi (1991–2020 normals, extremes 1886–present) | Dades climàtiques a Kochi (1991–2020 normals, extremes 1886–present) | Dades climàtiques a Kochi (1991–2020 normals, extremes 1886–present) | Dades climàtiques a Kochi (1991–2020 normals, extremes 1886–present) | Dades climàtiques a Kochi (1991–2020 normals, extremes 1886–present) | Dades climàtiques a Kochi (1991–2020 normals, extremes 1886–present) | Dades climàtiques a Kochi (1991–2020 normals, extremes 1886–present) | Dades climàtiques a Kochi (1991–2020 normals, extremes 1886–present) | Dades climàtiques a Kochi (1991–2020 normals, extremes 1886–present) | Dades climàtiques a Kochi (1991–2020 normals, extremes 1886–present) | Dades climàtiques a Kochi (1991–2020 normals, extremes 1886–present) | Dades climàtiques a Kochi (1991–2020 normals, extremes 1886–present) | Dades climàtiques a Kochi (1991–2020 normals, extremes 1886–present) |
| Mes                                                                  | gen                                                                  | febr                                                                 | març                                                                 | abr                                                                  | maig                                                                 | juny                                                                 | jul                                                                  | ag                                                                   | set                                                                  | oct                                                                  | nov                                                                  | des                                                                  | anual                                                                |
| -------------------------------------------------------------------- | -------------------------------------------------------------------- | -------------------------------------------------------------------- | -------------------------------------------------------------------- | -------------------------------------------------------------------- | -------------------------------------------------------------------- | -------------------------------------------------------------------- | -------------------------------------------------------------------- | -------------------------------------------------------------------- | -------------------------------------------------------------------- | -------------------------------------------------------------------- | -------------------------------------------------------------------- | -------------------------------------------------------------------- | -------------------------------------------------------------------- |
| Màxima rècord °C (°F)                                                | 23.5 (74.3)                                                          | 25.2 (77.4)                                                          | 26.3 (79.3)                                                          | 30.0 (86)                                                            | 32.3 (90.1)                                                          | 34.7 (94.5)                                                          | 38.3 (100.9)                                                         | 38.4 (101.1)                                                         | 36.9 (98.4)                                                          | 32.2 (90)                                                            | 28.0 (82.4)                                                          | 23.5 (74.3)                                                          | 38.4 (101.1)                                                         |
| Màxima mitjana °C (°F)                                               | 12.2 (54)                                                            | 13.2 (55.8)                                                          | 16.3 (61.3)                                                          | 20.9 (69.6)                                                          | 24.8 (76.6)                                                          | 27.1 (80.8)                                                          | 30.8 (87.4)                                                          | 32.1 (89.8)                                                          | 29.5 (85.1)                                                          | 25.0 (77)                                                            | 19.6 (67.3)                                                          | 14.4 (57.9)                                                          | 22.2 (72)                                                            |
| Mitjana diària °C (°F)                                               | 6.7 (44.1)                                                           | 7.8 (46)                                                             | 11.2 (52.2)                                                          | 15.8 (60.4)                                                          | 20.0 (68)                                                            | 23.1 (73.6)                                                          | 27.0 (80.6)                                                          | 27.9 (82.2)                                                          | 25.0 (77)                                                            | 19.9 (67.8)                                                          | 14.2 (57.6)                                                          | 8.8 (47.8)                                                           | 17.3 (63.1)                                                          |
| Mínima mitjana °C (°F)                                               | 2.1 (35.8)                                                           | 3.1 (37.6)                                                           | 6.4 (43.5)                                                           | 10.9 (51.6)                                                          | 15.5 (59.9)                                                          | 19.7 (67.5)                                                          | 23.9 (75)                                                            | 24.5 (76.1)                                                          | 21.4 (70.5)                                                          | 15.6 (60.1)                                                          | 9.7 (49.5)                                                           | 4.2 (39.6)                                                           | 13.1 (55.6)                                                          |
| Mínima rècord °C (°F)                                                | −7.6 (18.3)                                                          | −7.9 (17.8)                                                          | −6.5 (20.3)                                                          | −0.9 (30.4)                                                          | 3.8 (38.8)                                                           | 9.1 (48.4)                                                           | 14.6 (58.3)                                                          | 15.9 (60.6)                                                          | 10.0 (50)                                                            | 2.5 (36.5)                                                           | −1.9 (28.6)                                                          | −6.6 (20.1)                                                          | −7.9 (17.8)                                                          |
| Precipitació mitjana mm (polzades)                                   | 59.1 (2.327)                                                         | 107.8 (4.244)                                                        | 174.8 (6.882)                                                        | 225.3 (8.87)                                                         | 280.4 (11.039)                                                       | 359.5 (14.154)                                                       | 357.3 (14.067)                                                       | 284.1 (11.185)                                                       | 398.1 (15.673)                                                       | 207.5 (8.169)                                                        | 129.6 (5.102)                                                        | 83.1 (3.272)                                                         | 2.666,4 (104,976)                                                    |
| Neu mitjana cm (polzades)                                            | 0 (0)                                                                | 0 (0)                                                                | 0 (0)                                                                | 0 (0)                                                                | 0 (0)                                                                | 0 (0)                                                                | 0 (0)                                                                | 0 (0)                                                                | 0 (0)                                                                | 0 (0)                                                                | 0 (0)                                                                | 0 (0)                                                                | 1 (0.4)                                                              |
| Mitjana de dies de precipitació (≥ 0.5 mm)                           | 6.0                                                                  | 7.5                                                                  | 10.5                                                                 | 10.4                                                                 | 11.1                                                                 | 15.1                                                                 | 13.7                                                                 | 12.9                                                                 | 13.2                                                                 | 9.0                                                                  | 7.3                                                                  | 6.4                                                                  | 123.2                                                                |
| Humitat relativa mitjana (%)                                         | 61                                                                   | 60                                                                   | 62                                                                   | 65                                                                   | 70                                                                   | 78                                                                   | 79                                                                   | 76                                                                   | 74                                                                   | 68                                                                   | 68                                                                   | 64                                                                   | 69                                                                   |
| Mitjana mensual d'hores de sol                                       | 190.7                                                                | 177.2                                                                | 192.2                                                                | 197.3                                                                | 195.7                                                                | 133.8                                                                | 173.7                                                                | 204.0                                                                | 162.0                                                                | 179.6                                                                | 168.8                                                                | 184.6                                                                | 2.159,7                                                              |
| Font: Agència Meteorològica del Japó                                 |                                                                      |                                                                      |                                                                      |                                                                      |                                                                      |                                                                      |                                                                      |                                                                      |                                                                      |                                                                      |                                                                      |                                                                      |                                                                      |

## Govern

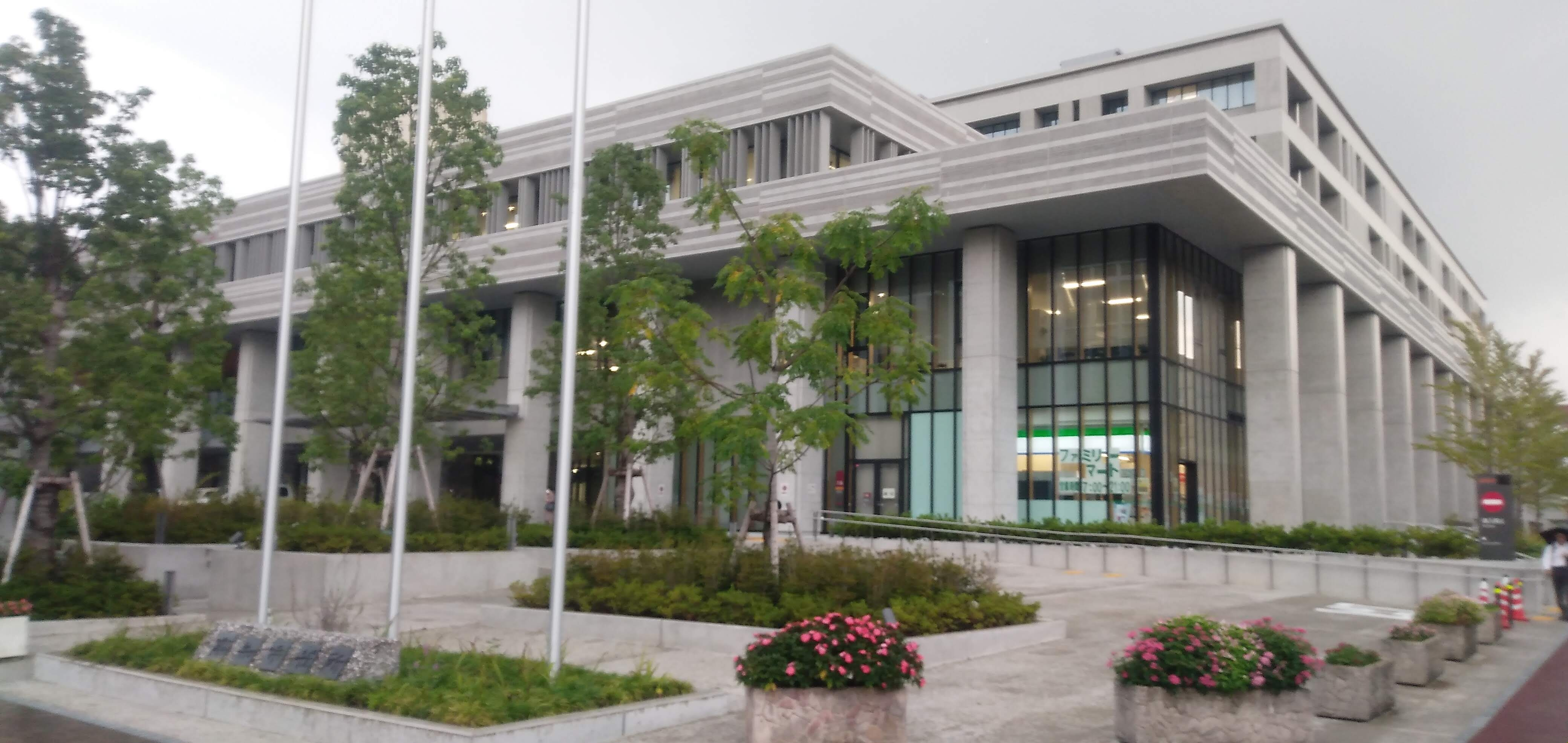
Ajuntament de Kōchi

Kōchi té una forma de govern amb alcalde elegit directament, i un ajuntament unicameral de 42 membres. L'actual alcalde (des de 2003) és Seiya Okazaki.
Kōchi escull 15 membres de l'Assemblea Prefectural de Kōchi. Pel que fa a la política nacional, la ciutat es divideix entre el 1r districte de Kōchi i el 2n districte de Kōchi de la cambra baixa de la Dieta del Japó.

## Relacions externes

### Pobles i ciutats agermanats

#### Internacional
Ciutats agermanades
| iutat    | País         | Estat         | des de               |
| -------- | ------------ | ------------- | -------------------- |
| Fresno   | Estats Units | Califòrnia    | 11 de febrer de 1965 |
| Surabaya | Indonèsia    | Java oriental | 17 d'abril de 1997   |

Ciutat amistançades
| ciutat | País          | Estat                       | des de                |
| ------ | ------------- | --------------------------- | --------------------- |
| Wuhu   | Xina          | Anhui                       | 19 d'abril de 1985    |
| Mokpo  | Corea del Sud | Província de Jeolla del Sud | 9 de novembre de 2012 |

#### Nacional
Ciutat agermanada
| ciutat | prefectura | regió             | des de             |
| ------ | ---------- | ----------------- | ------------------ |
| Kitami | Okhotsk    | regió de Hokkaidō | 28 d'abril de 1986 |

## Educació

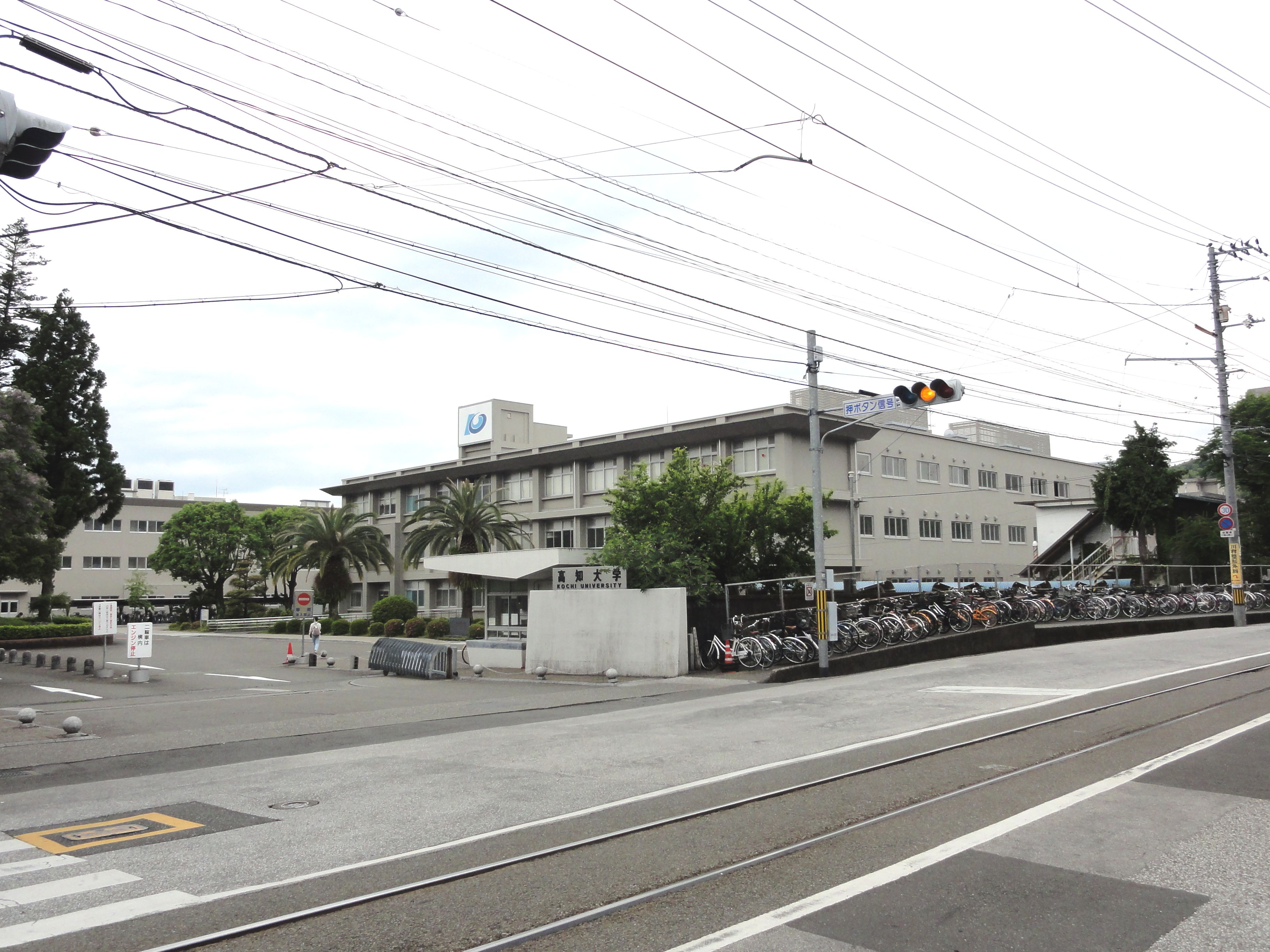
Universitat de Kōchi

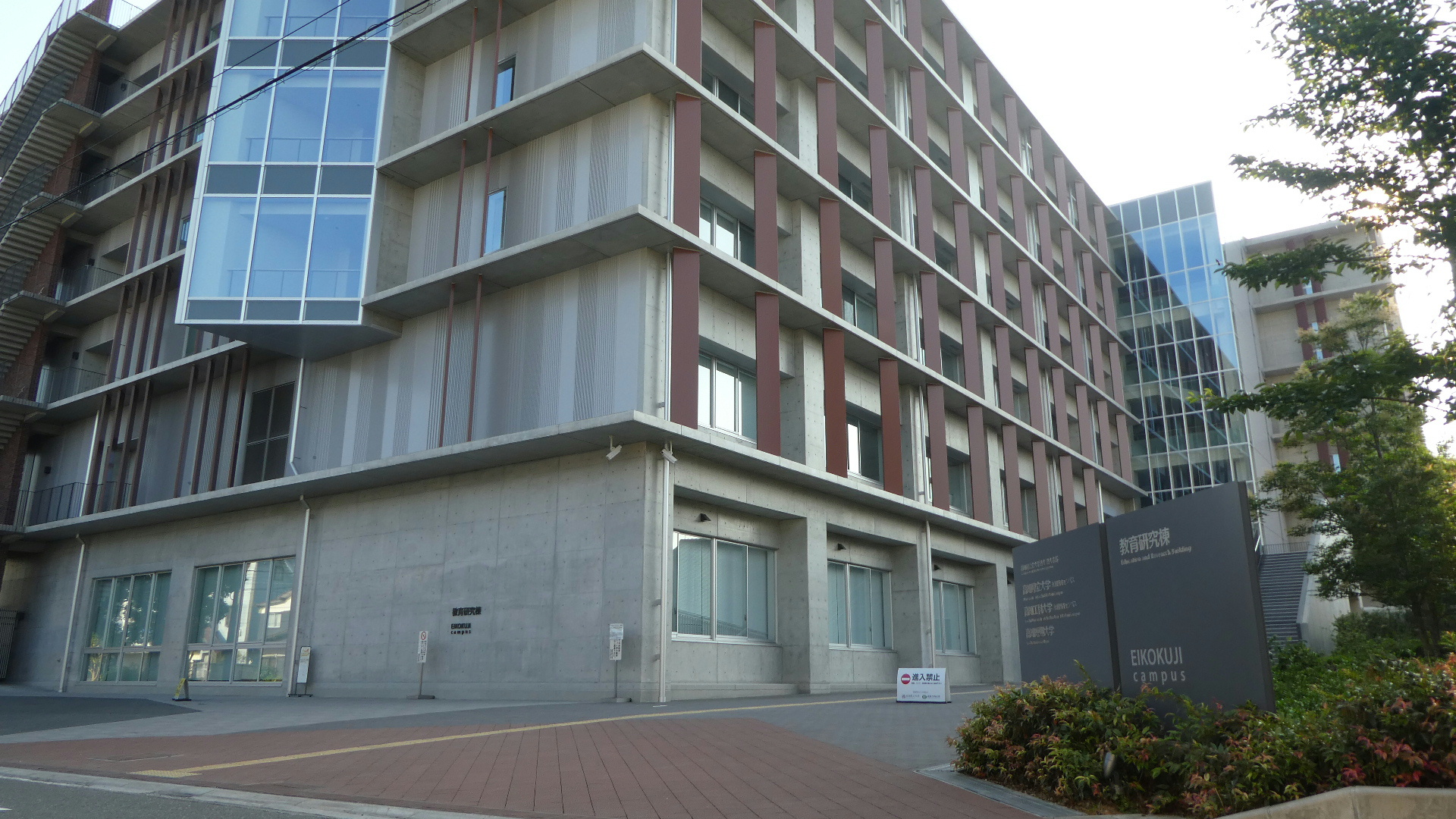
Universitat de la prefectura de Kōchi

### Universitats
Kōchi té dues universitats, la Universitat de Kōchi (nacional) i la Universitat prefectural de Kochi (prefectural), i quatre col·legis universitaris.
Universitat Nacional
- Universitat de Kōchi

Universitat pública
- Universitat prefectural de Kochi

Universitat privada
- Universitat Kochi Gakuen
- Universitat Oberta del Japó

### Escoles
Kōchi té 39 escoles primàries i 17 escoles secundàries públiques, una escola secundària pública gestionada pel govern de la ciutat, una escola primària privada i una nacional. També té cinc escoles secundàries privades combinades. La ciutat té vuit escoles secundàries públiques administrades pel Departament d'Educació de la Prefectura de Kōchi. La prefectura també gestiona una escola secundària i una escola secundària combinada.

## Transport

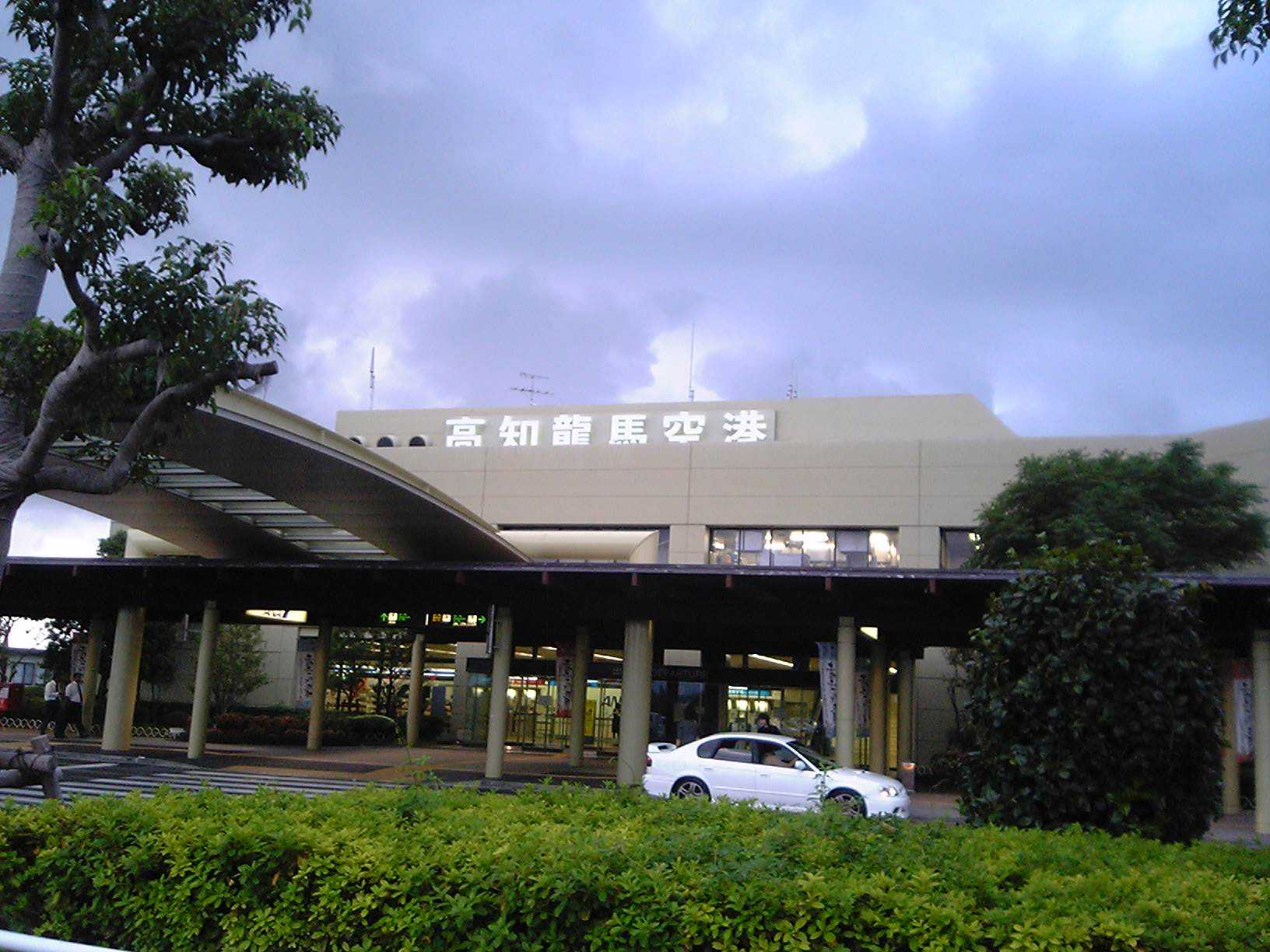
Aeroport de Kōchi Ryōma

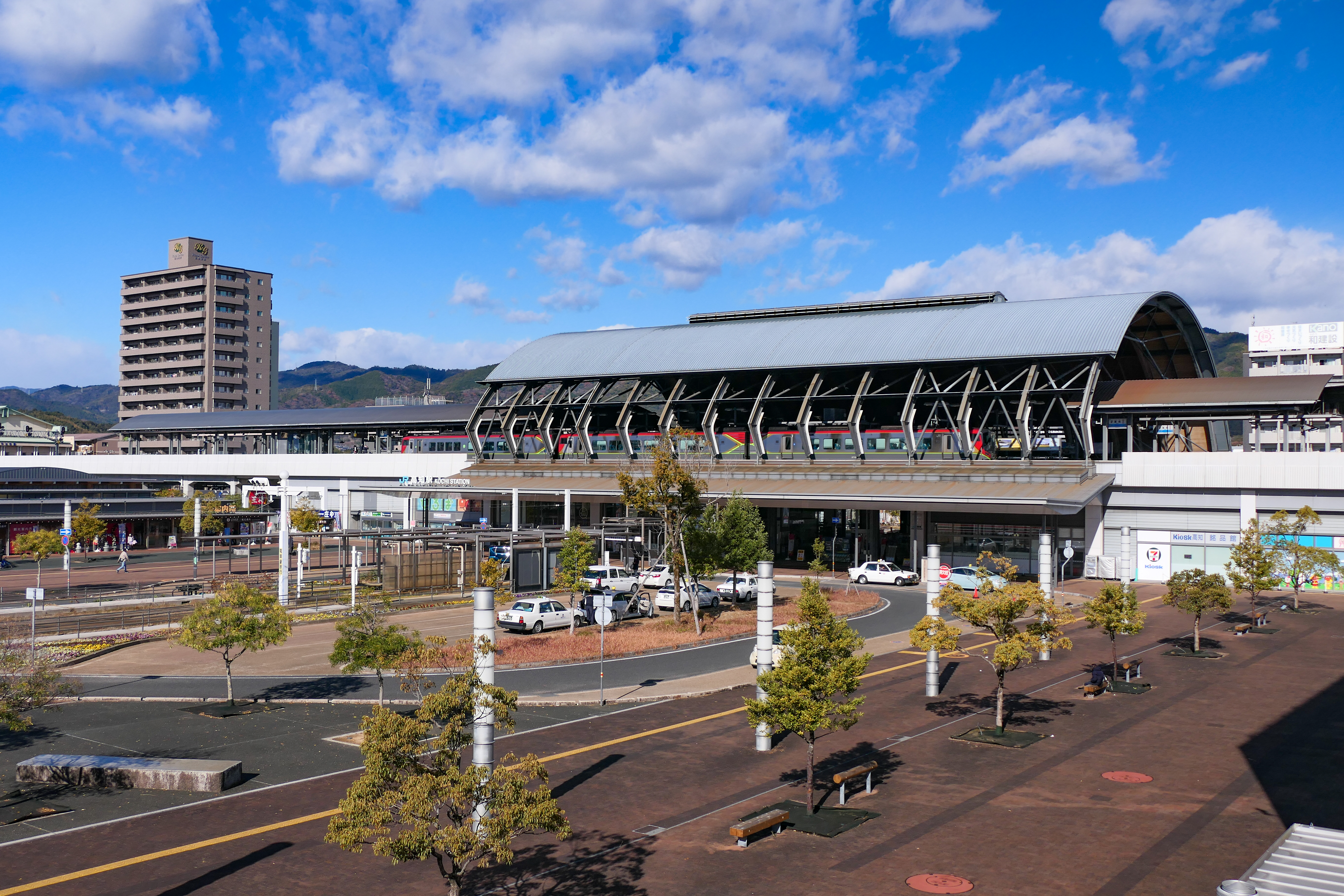
Estació de Kōchi

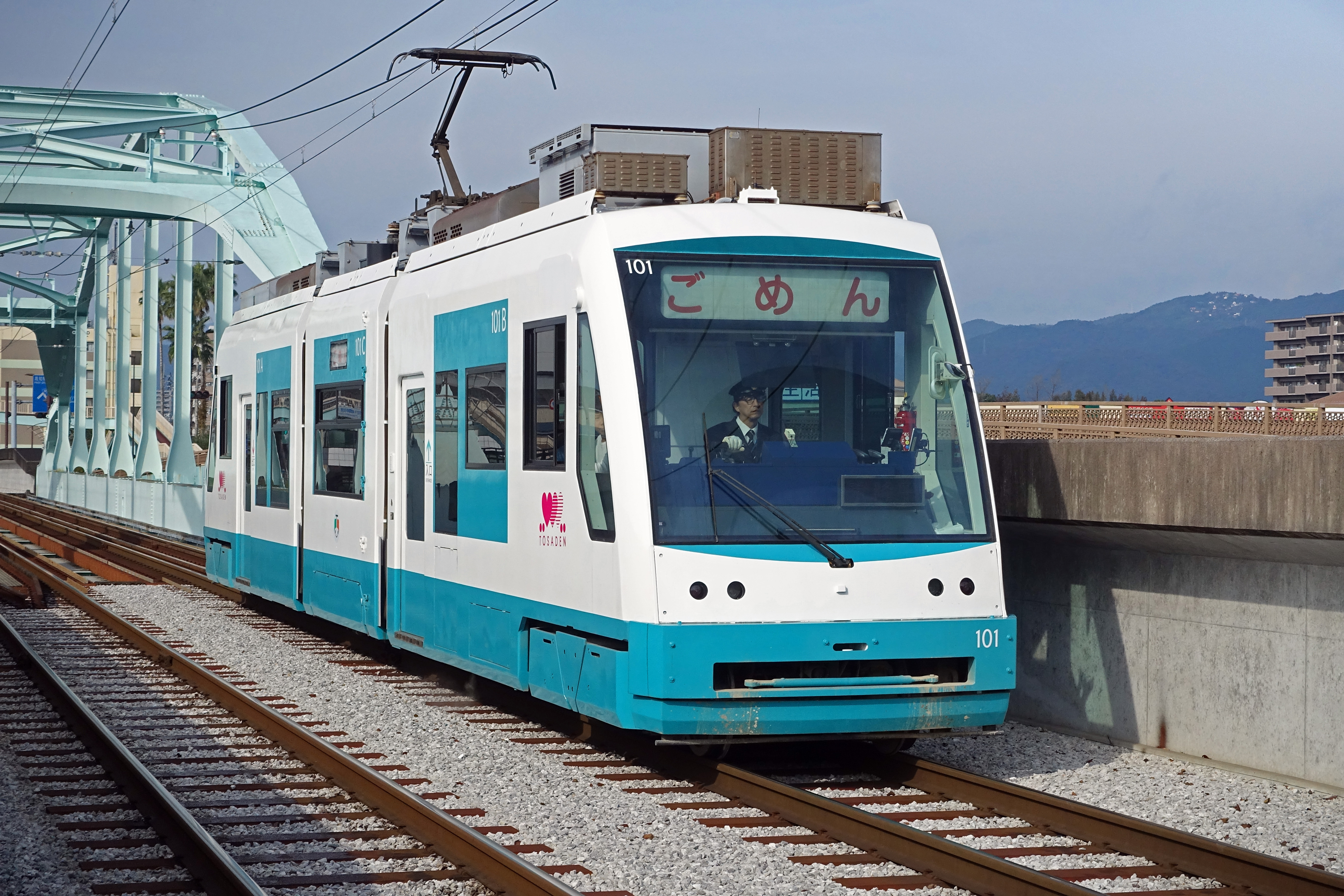
Tosaden Kōtsū

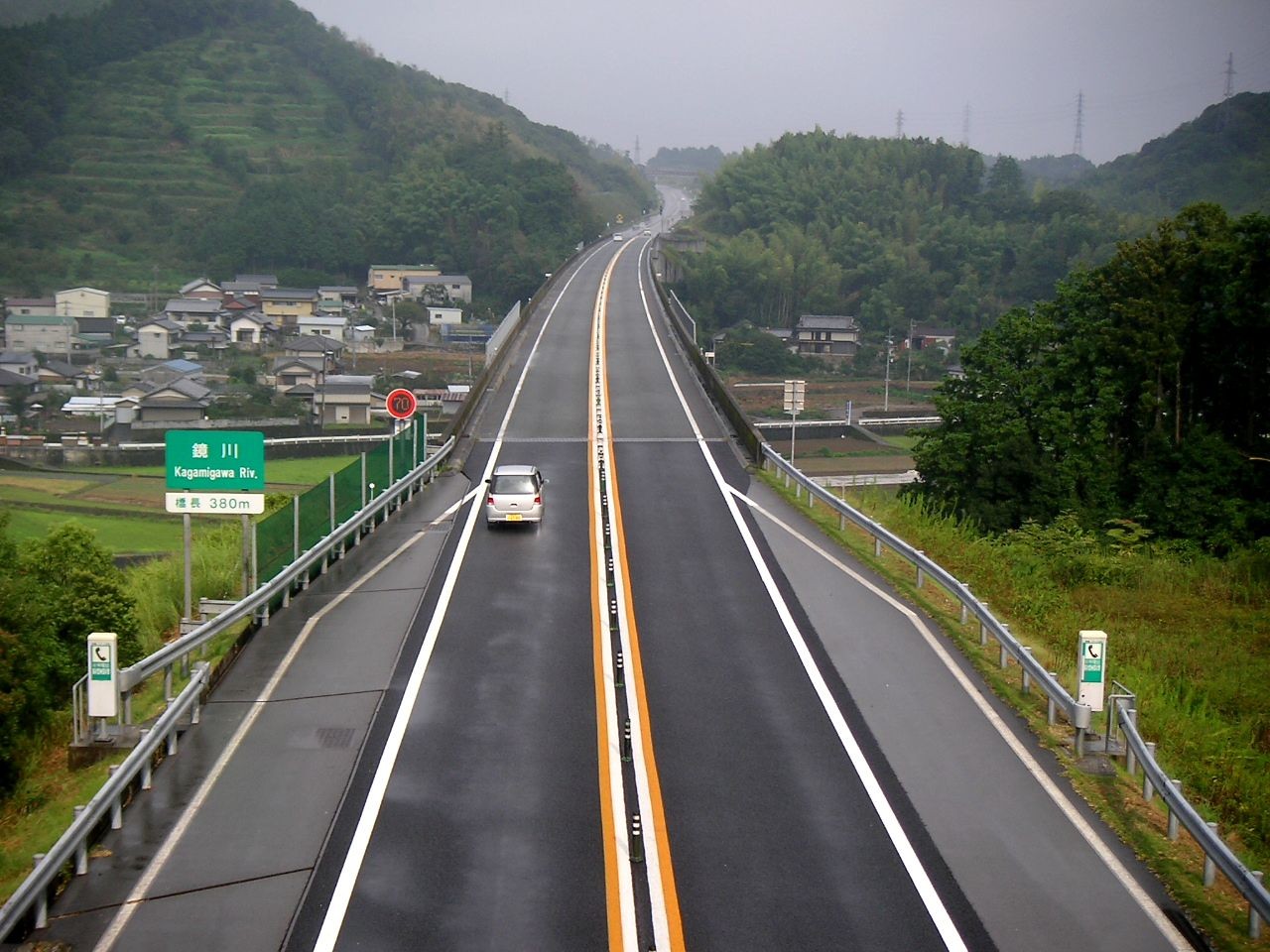
Autopista de Kōchi

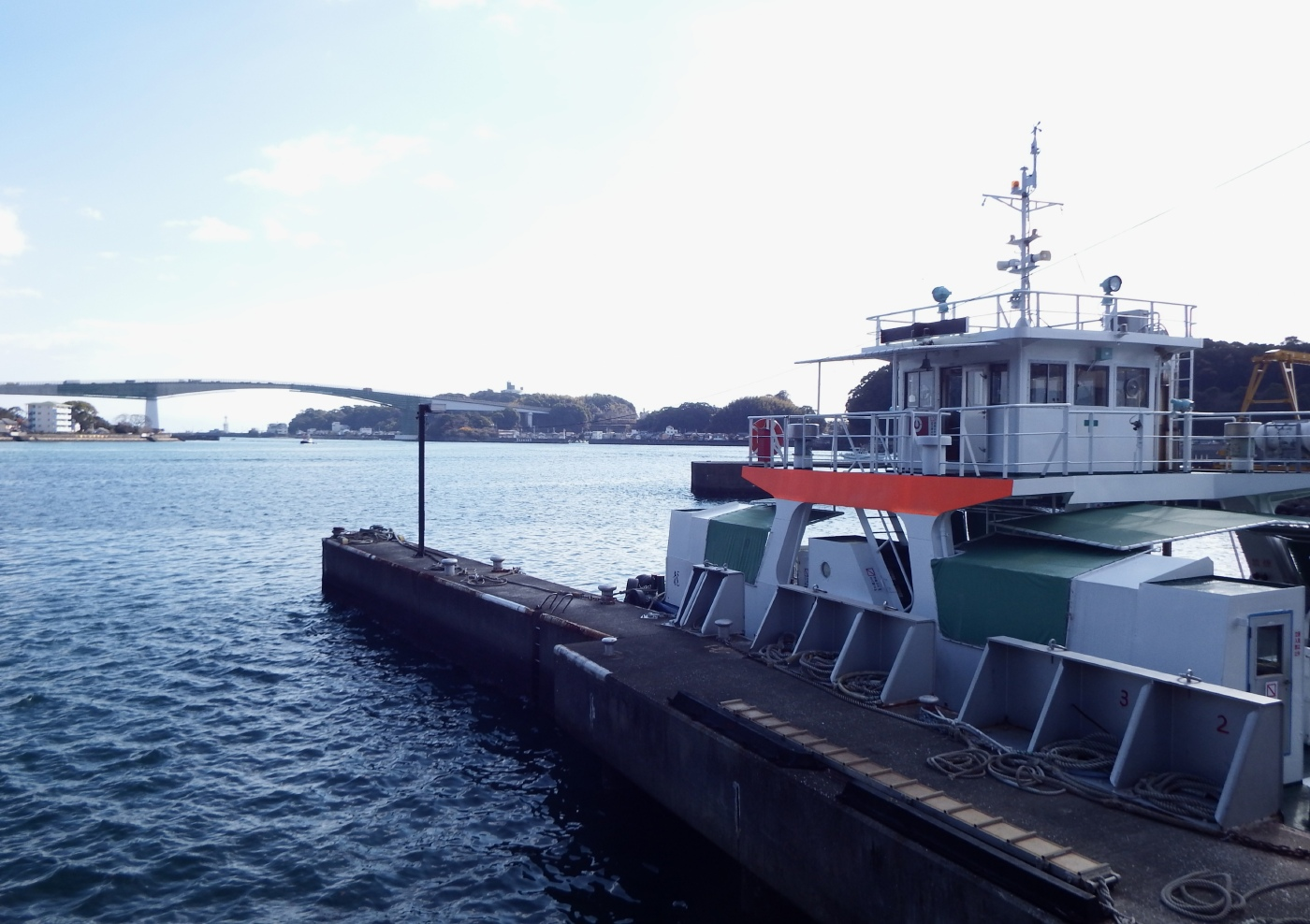
Port de Kōchi

### Aeroport
- Aeroport de Kōchi Ryōma, situat a Nankoku

### Ferrocarrils
Kōchi es troba a la línia Dosan de JR Shikoku que la connecta amb el nord de Shikoku, i mitjançant intercanviadors amb el ferrocarril Tosa Kuroshio fins a les parts oriental i occidental de la prefectura de Kōchi. L'estació central de JR a Kōchi és l'estació de Kōchi.

#### Línies convencionals
Companyia de Ferrocarrils de Shikoku JR Shikoku ■ Línia Dosan
- Tosa-Ōtsu • Nunoshida • Tosa-Ikku • Azōno • Kōchi • Iriake • Engyōjiguchi • Asahi • Kōchi-Shōgyō-Mae • Asakura

### Tramvies
La forma de transport més visible dins de Kōchi és el servei de tramvia dirigit per Tosaden Kōtsū. Les seves tres línies amb cotxes històrics donen servei als principals eixos nord-sud i est-oest de la ciutat.
Tosaden Kōtsū
- ■ Línia Sanbashi
- ■ Línia Gomen
- ■ Línia Ino

### Autobusos
La ciutat també té una àmplia xarxa d'autobusos.

### Autopistes
Per Kōchi passa l'autopista Kōchi, que la connecta amb el sistema nacional d'autopistes.

#### Autopista
- Autopista Kōchi
- Autopista Kōchi-Tōbu

#### Rutes Nacionals del Japó
- Ruta nacional 32
- Ruta nacional 33
- Ruta nacional 55
- Ruta nacional 56
- Ruta nacional 194
- Ruta nacional 195

### Via marítima
- Port de Kōchi

## Turisme

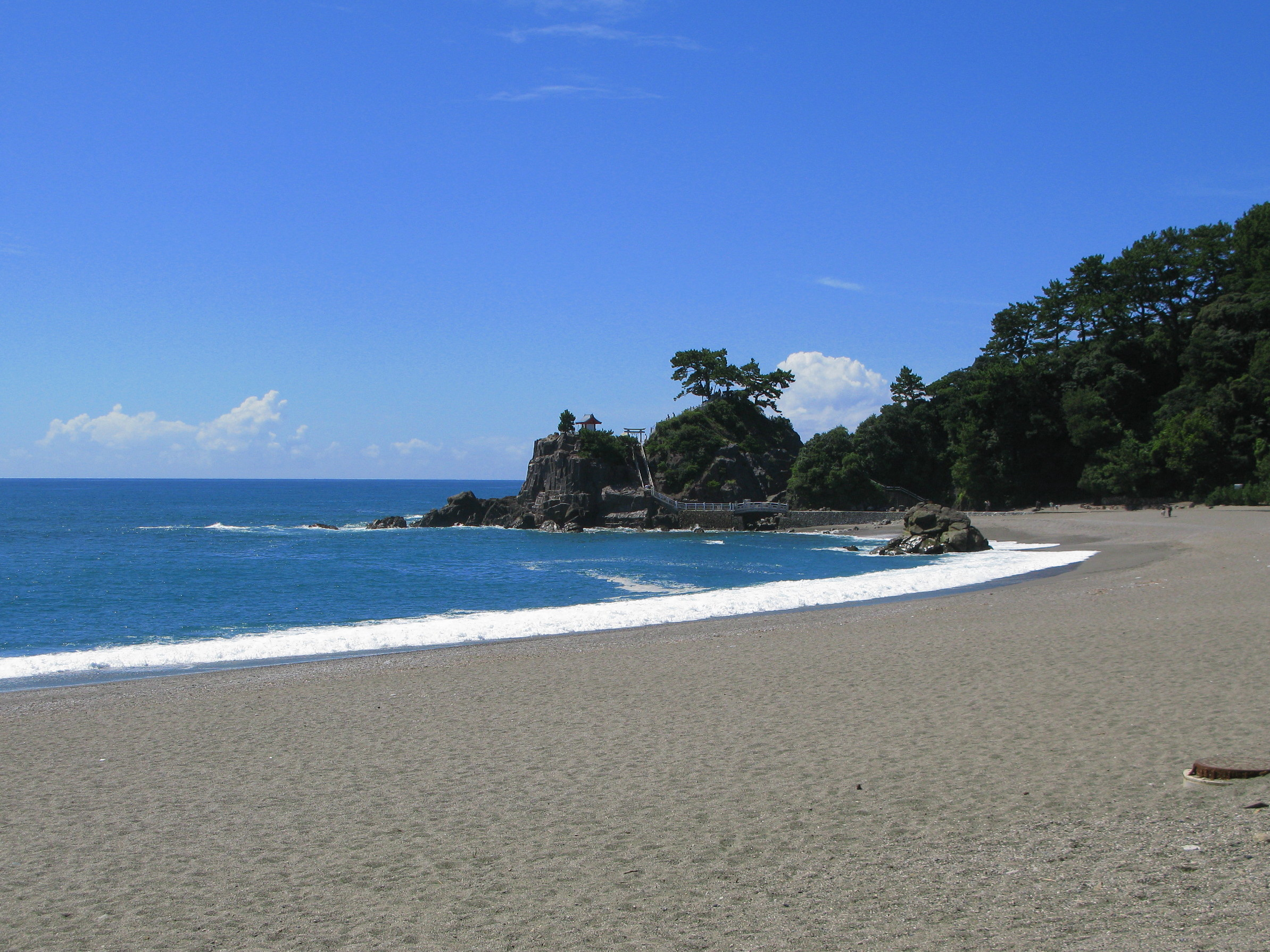
Platja de Katsurahama

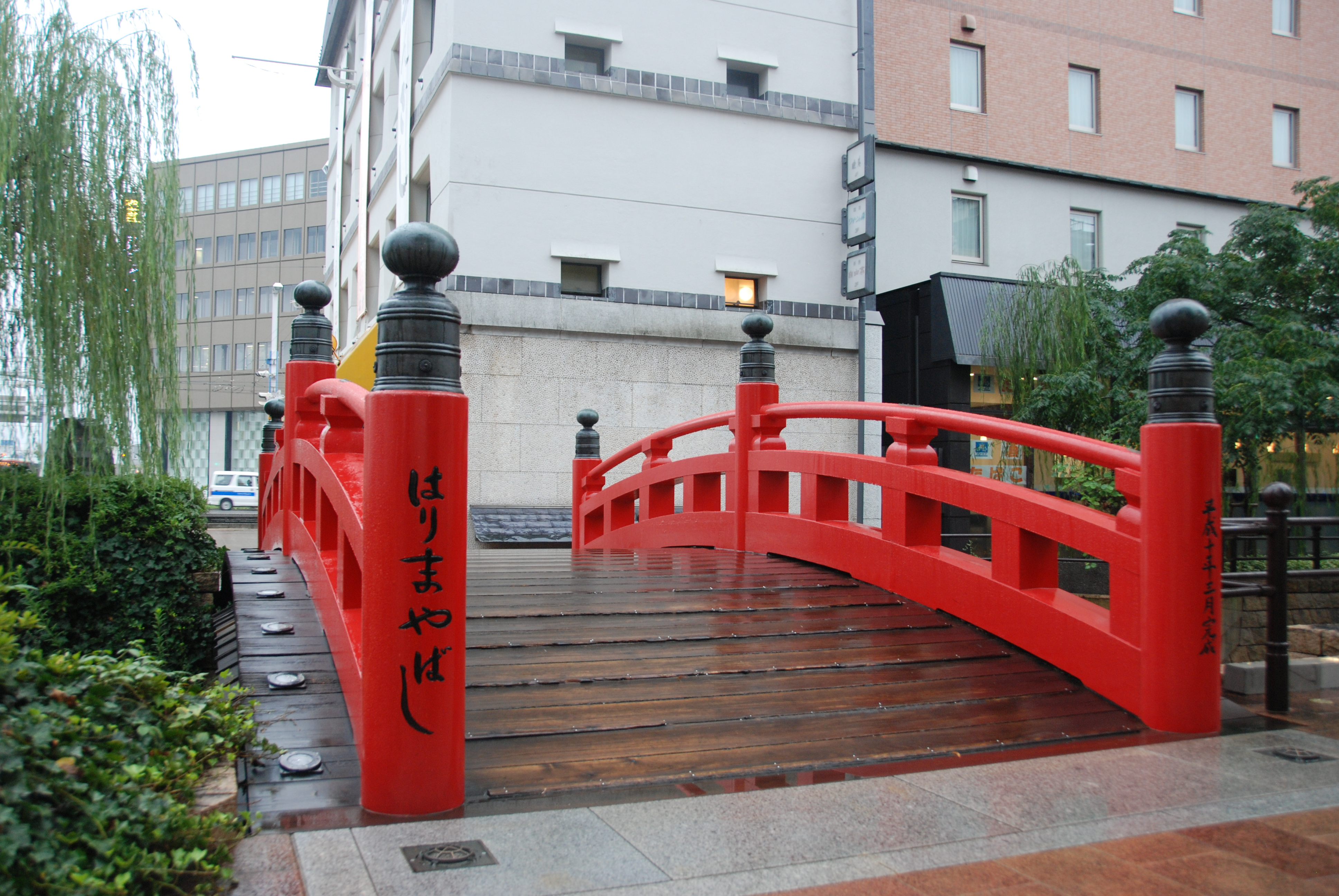
Harimaya-bashi

El castell de Kōchi encara existeix en la seva forma prèvia a la restauració i és una de les principals atraccions turístiques. Altres llocs d'interès del centre de la ciutat són la galeria comercial Obiyamachi (帯屋町), els mercats habituals dels diumenges al carrer, que tenen una longitud de prop d'un quilòmetre, i Harimaya-bashi (はりまや橋), un pont que apareix en una famosa cançó de Kōchi sobre l'amor prohibit d'un sacerdot budista.

### Atraccions locals
La muntanya Godaisan (五台山) alberga un parc públic amb vistes a la ciutat, i acull la parada 31 de la pelegrinació de Shikoku, Chikurin-ji, així com el Jardí Botànic Makino.
Al carrer del museu (県立美術館通, kenritsu-bijutsukan-dōri, carrer del museu prefectural) hi ha el Museu d'Art de Kōchi, que té com a col·lecció principal obres expressionistes relacionades amb Kōchi.
L'antiga residència Yamauchi i el Tresor i els Arxius de la Família Tosa Yamauchi també es troben a la ciutat.
- Aquari de Katsurahama
- Jardins botànics Makino
- Museu memorial Sakamoto Ryōma
- Mansió Sawada

### Llocs històrics
Castell
- Castell de Kōchi
- Ruïnes del castell d'Urado

Santuari
El santuari xintoista Tosa jinja es troba a l'oest.
Temples
Els temples Núm.30 (Zenrakuji, Núm.31 (Chikurin-ji) i Núm.33 (Sekkei-ji) del pelegrinatge de Shikoku es troben a la ciutat.
A la desembocadura de la badia d'Urado, les restes del castell d'Urado (un assentament provincial anterior) s'aixequen sobre Katsurahama (桂浜), una famosa platja amb un aquari i una estàtua de l'heroi de Kōchi Sakamoto Ryōma .
A prop del recinte hi ha el Museu Memorial Sakamoto Ryōma.
- Tosa Jinja
- Chikurin-ji

## Cultura

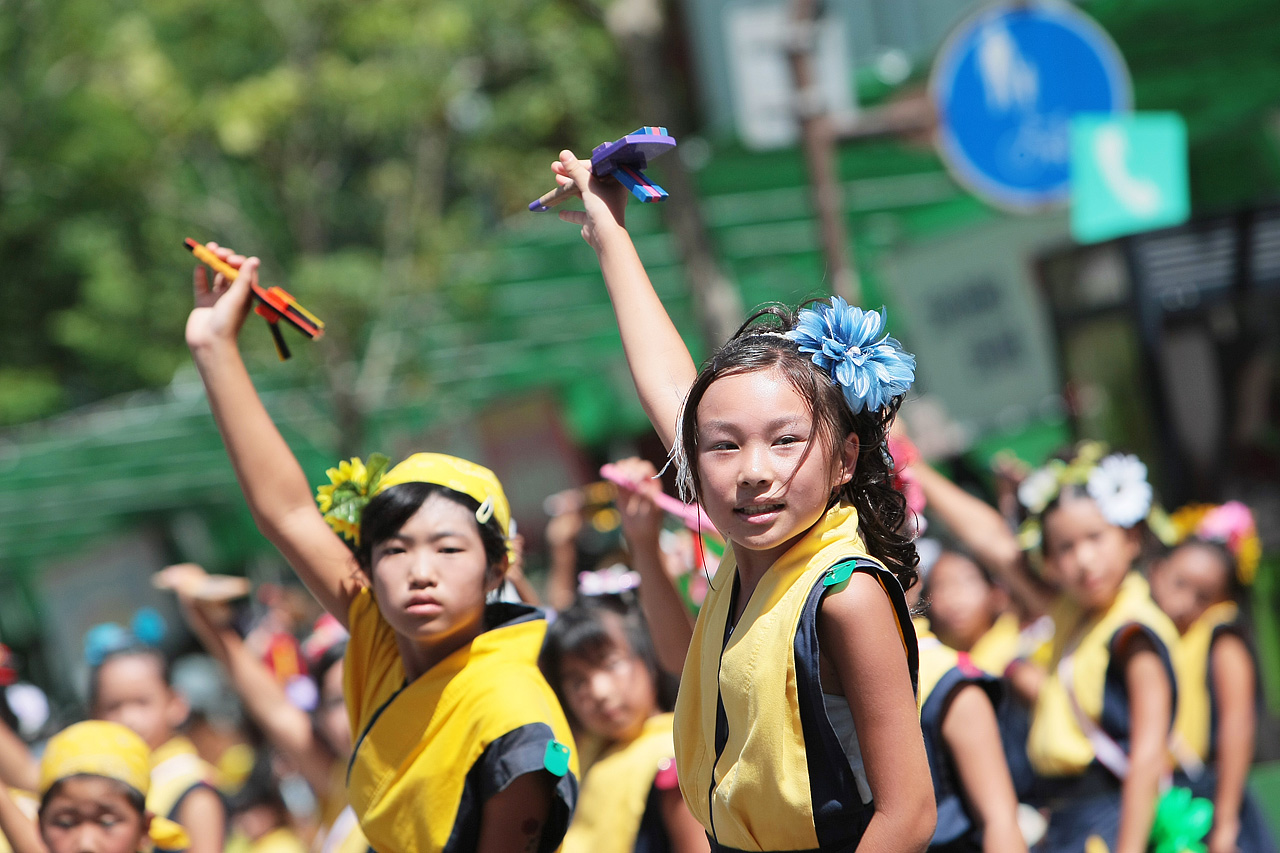
Yosakoi

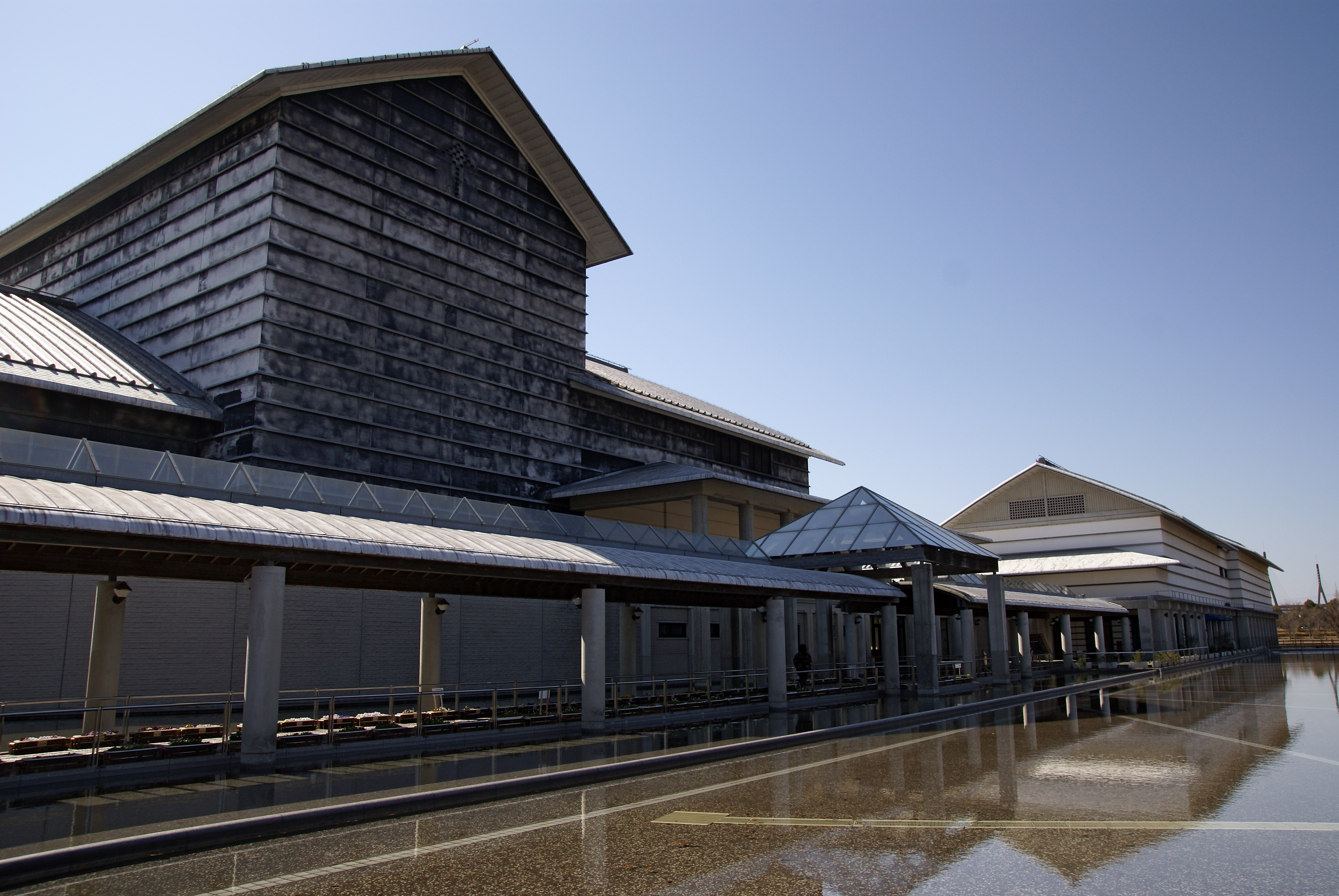
El Museu d'Art de Kōchi

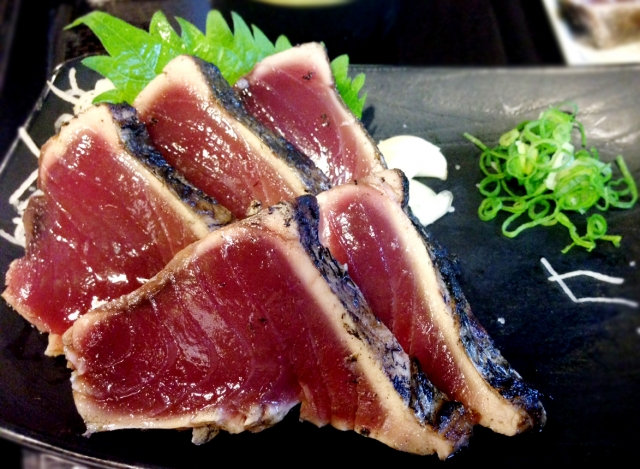
Katsuo-no-tataki

### Festivals・Esdeveniments
Festival
El festival més famós de Kōchi és el Yosakoi que se celebra a l'agost. Equips de ballarins ballen cançons tradicionals i modernes a diversos llocs de Kōchi. Hi participen milers de ballarins.
Esdeveniments

### Gourmet
- Katsuo-no-tataki
- Katsuobushi
- SawachiDish Sushi
- Tosa-maki

### Museus
- Museu d'Història del Castell de Kōchi
- Museu Literari Kōchi
- Museu Memorial del lloc de naixement de Ryōma
- Museu Memorial Sakamoto Ryōma
- El Museu d'Art de Kōchi

### Esports
| Club                      | Esport  | Lliga                           | Lloc                                                                     | Establert |
| ------------------------- | ------- | ------------------------------- | ------------------------------------------------------------------------ | --------- |
| Gossos de lluita de Kōchi | Beisbol | Shikoku Island League Plus      | Kochi Municipal Baseball Park, Kochi Prefectural Haruno Baseball Stadium | 2005      |
| Kochi United SC           | Futbol  | Japan Football League, J.League | Estadi Kochi Haruno                                                      | 2018      |

- Estadi prefectural Haruno de beisbol, Kōchi
- Estadi atlètic Haruno, Kōchi
- Circuit de carreres de cavalls de Kōchi
- Velòdrom de Kōchi (Estadi Ryōma)
- Institut prefectural de Kōchi

## Gent notable de Kōchi

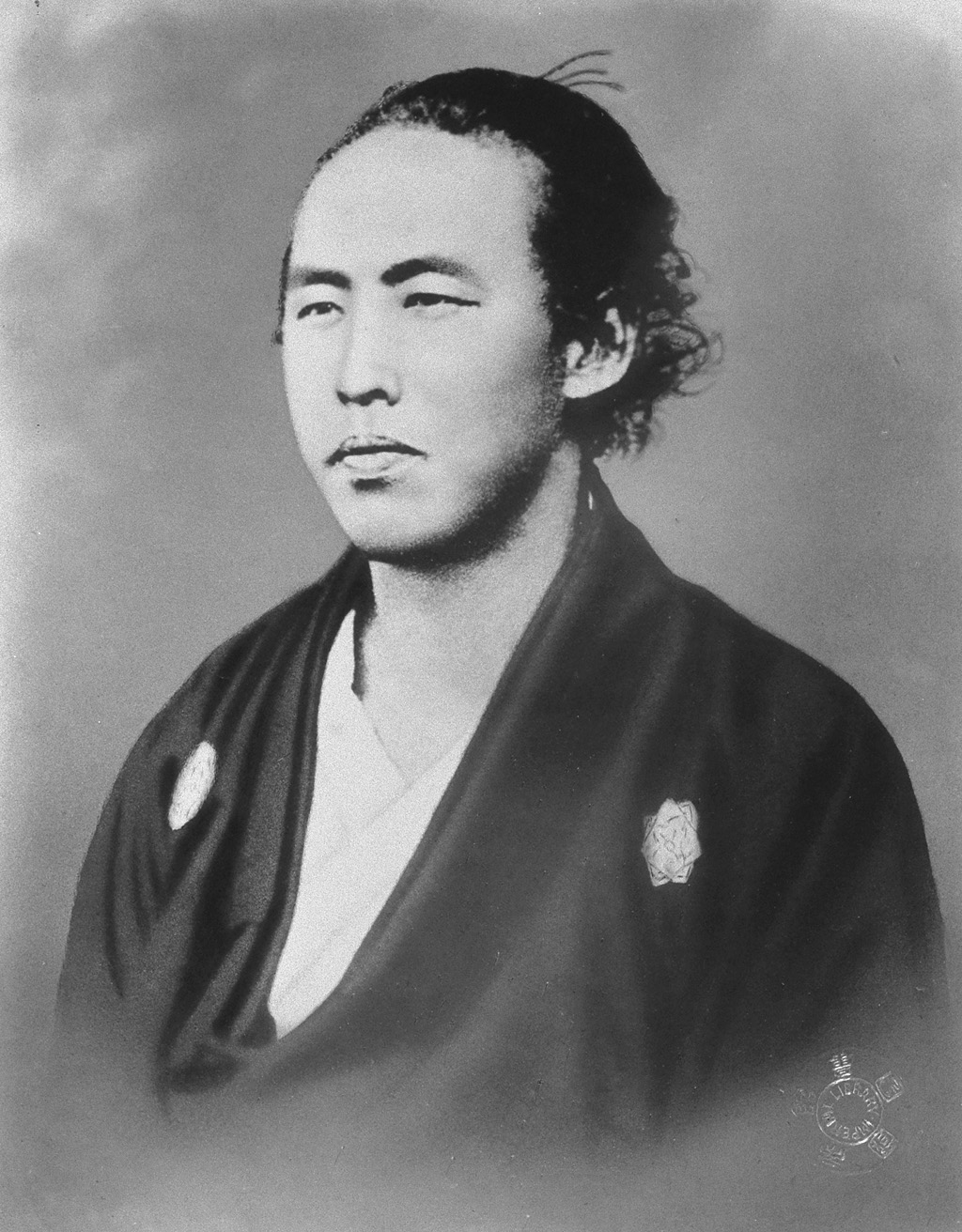
Sakamoto Ryōma

- Nakahama Manjirō (1827–1898) va ser un dels primers japonesos a visitar els Estats Units i un important traductor durant l'obertura del Japó.
- Okada Izō (1832–1865) va ser un samurai del final del període Edo, temut com un dels quatre assassins més notables del període Bakumatsu.
- Sakamoto Ryōma (1836–1867) va ser un líder del moviment per enderrocar el shogunat Tokugawa durant el període Bakumatsu.
- Itagaki Taisuke (1837–1919) va ser un polític i líder del Moviment per la Llibertat i els Drets del Poble, que es va convertir en el primer partit polític del Japó.
- Tsutomu Seki (nascut el 1930) és un astrònom que ha descobert una sèrie de cometes i asteroides.
- Nobuo Uematsu (nascut el 1959) és un compositor de música de videojocs, més conegut per haver compost la banda sonora de majoria dels títols de la sèrie Final Fantasy.
- Ryōko Hirosue (nascuda el 1980) és una actriu i estrella del pop, més coneguda a Occident pels seus papers a Wasabi produït per Luc Besson i a la pel·lícula japonesa Okuribito, guanyadora d'un Oscar.
- Aaron Zagory (nascut el 1985) és un antic jugador de futbol universitari nord-americà nascut a Kōchi i el llançador titular de la Universitat Stanford el 2006 i el 2008.
- Sumi Shimamoto (nascuda el 1954) és una actriu de veu d'anime, més coneguda per interpretar a Kyoko Otonashi a Maison Ikkoku i Nausicaa a Nausicaä de la Vall del Vent .
- Noa Tsurushima (nascuda el 2001) és una model i actriu, més coneguda per interpretar Is i As a Kamen Rider Zero-One .
- Tomitaro Makino (1862–1957) va ser un botànic pioner, de vegades conegut com el pare de la botànica japonesa.
- Kusunose Kita (1836–1920) va ser una defensora dels drets de les dones al Japó, especialment a Kōchi.
- Tetsuya Nomura (nascut el 1970) és un artista, dissenyador i director de videojocs que actualment treballa per a Square Enix. Famós per ser dissenyador de personatges de la sèrie Final Fantasy.
- Nakamura Kazuha (nascuda el 2003) és membre del grup de noies coreà Le Sserafim.
- Nonaka Shana (nascuda el 2003) és membre del grup de noies coreà Lapillus.